# Église Saint-Martin d'Échemiré
L'église Saint-Martin est une église située en France sur la commune d'Échemiré, dans le département de Maine-et-Loire en région Pays de la Loire.
Elle fait l'objet d'un classement au titre des monuments historiques depuis 9 octobre 1969.

## Description

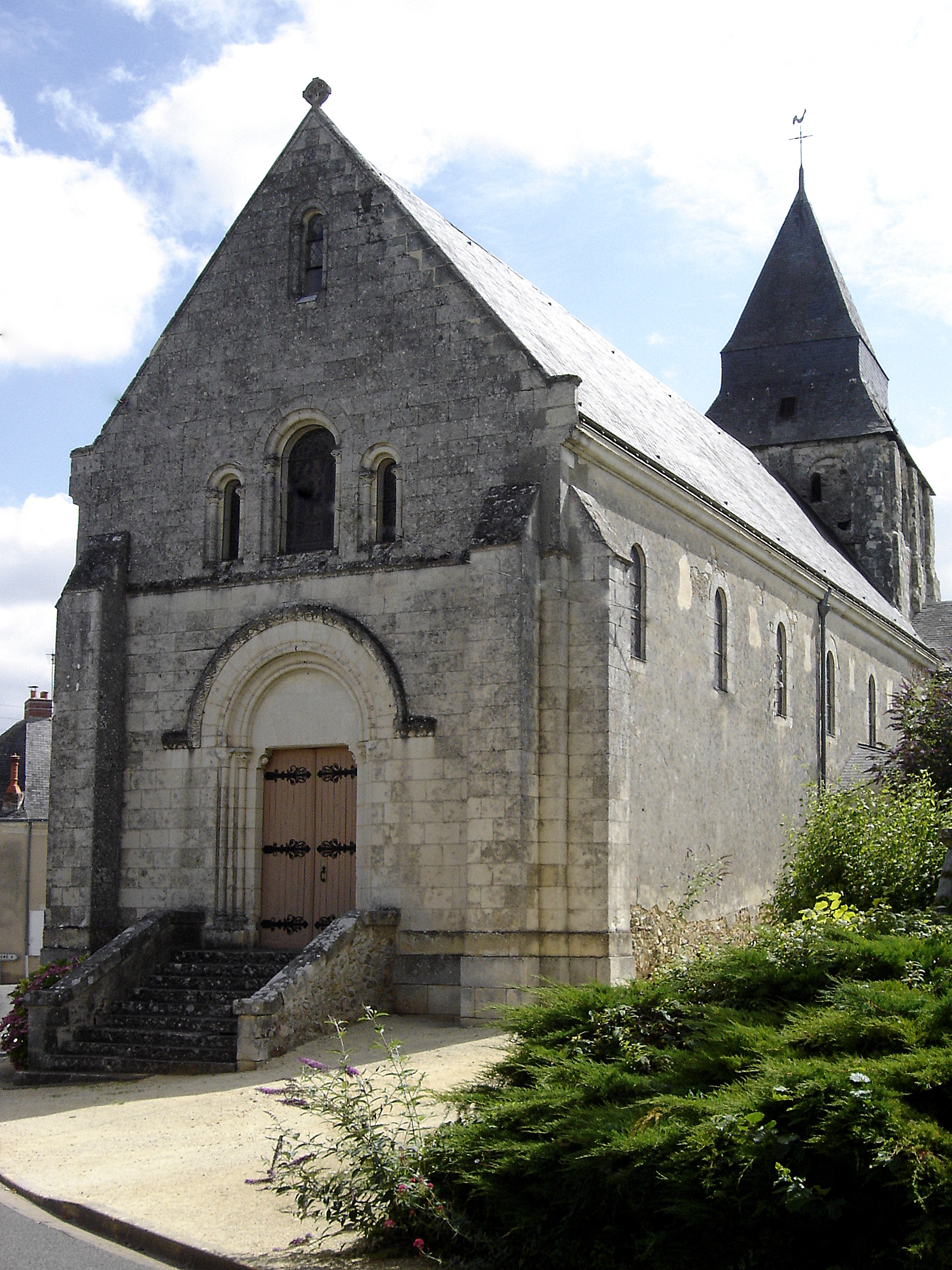
Extérieur.
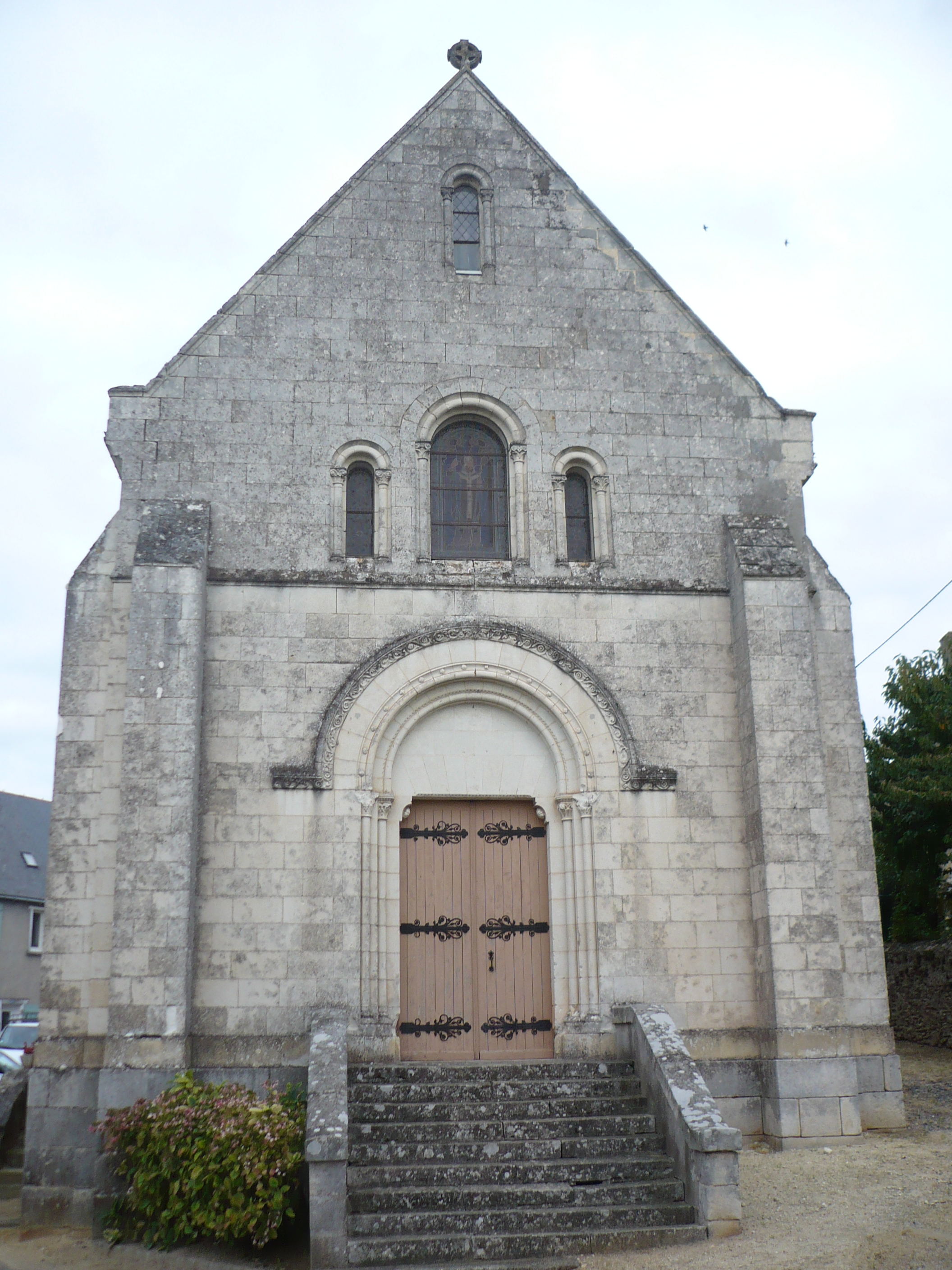
Façade avant.
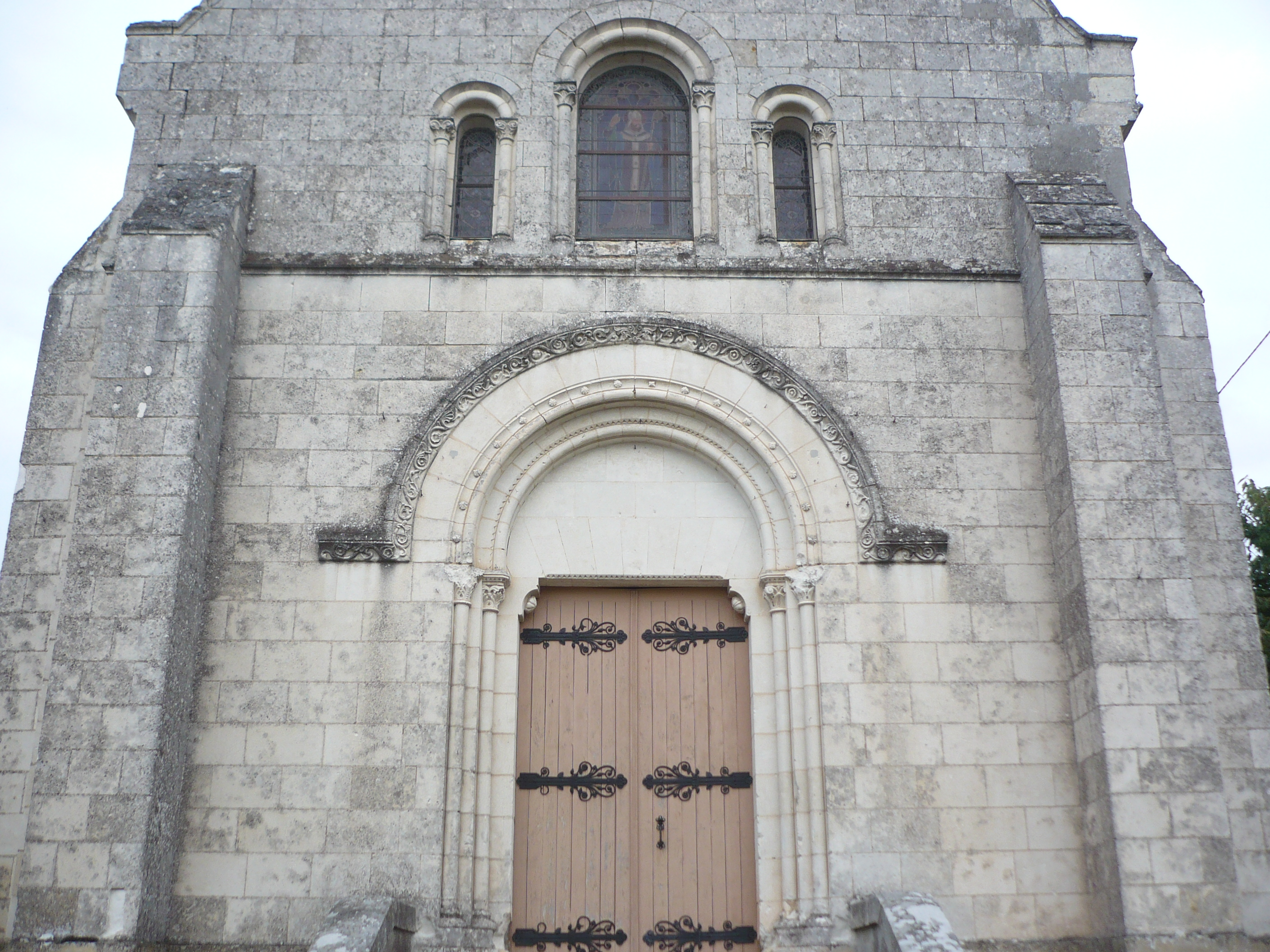
Porte.
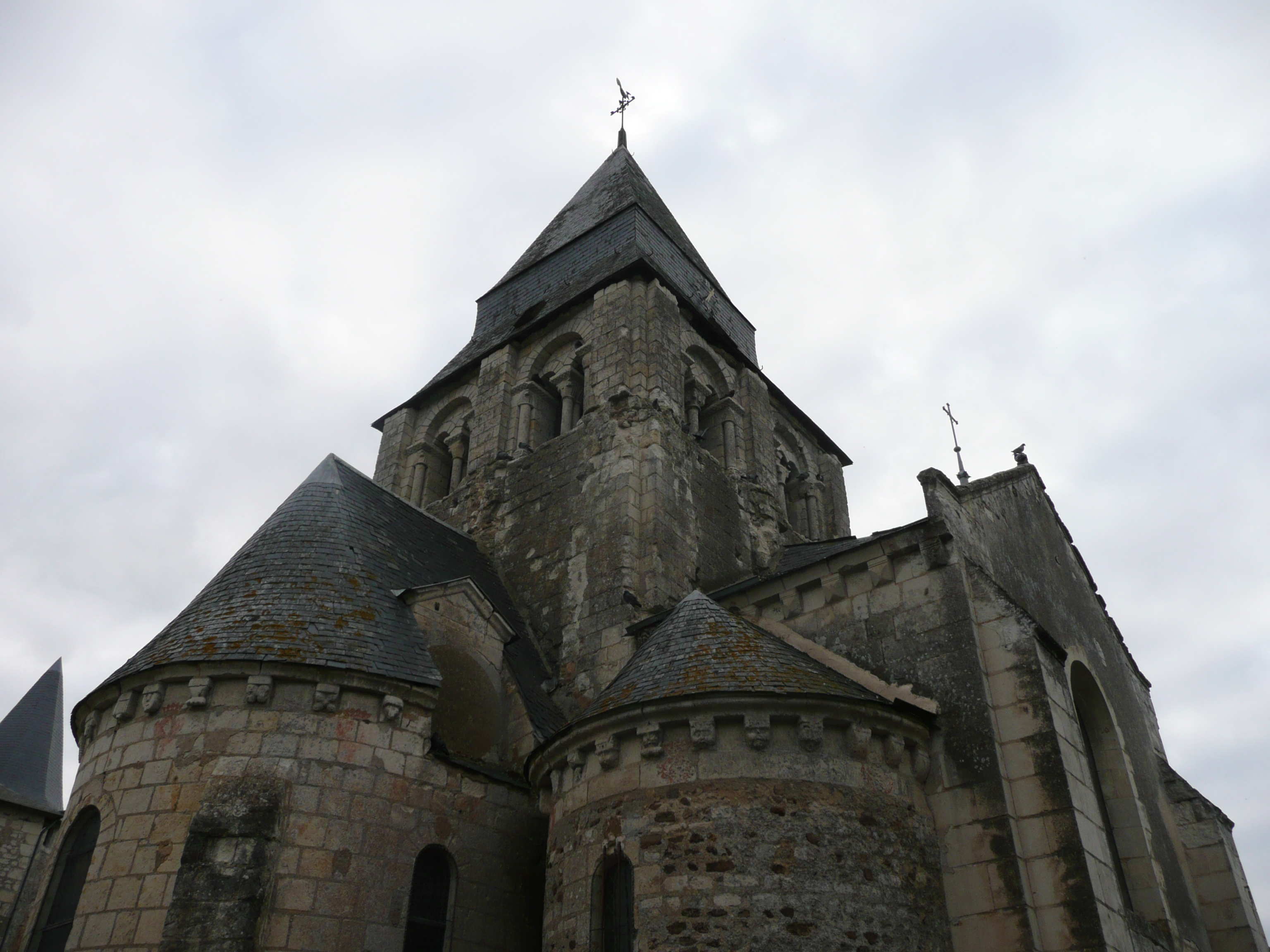
Chevet.
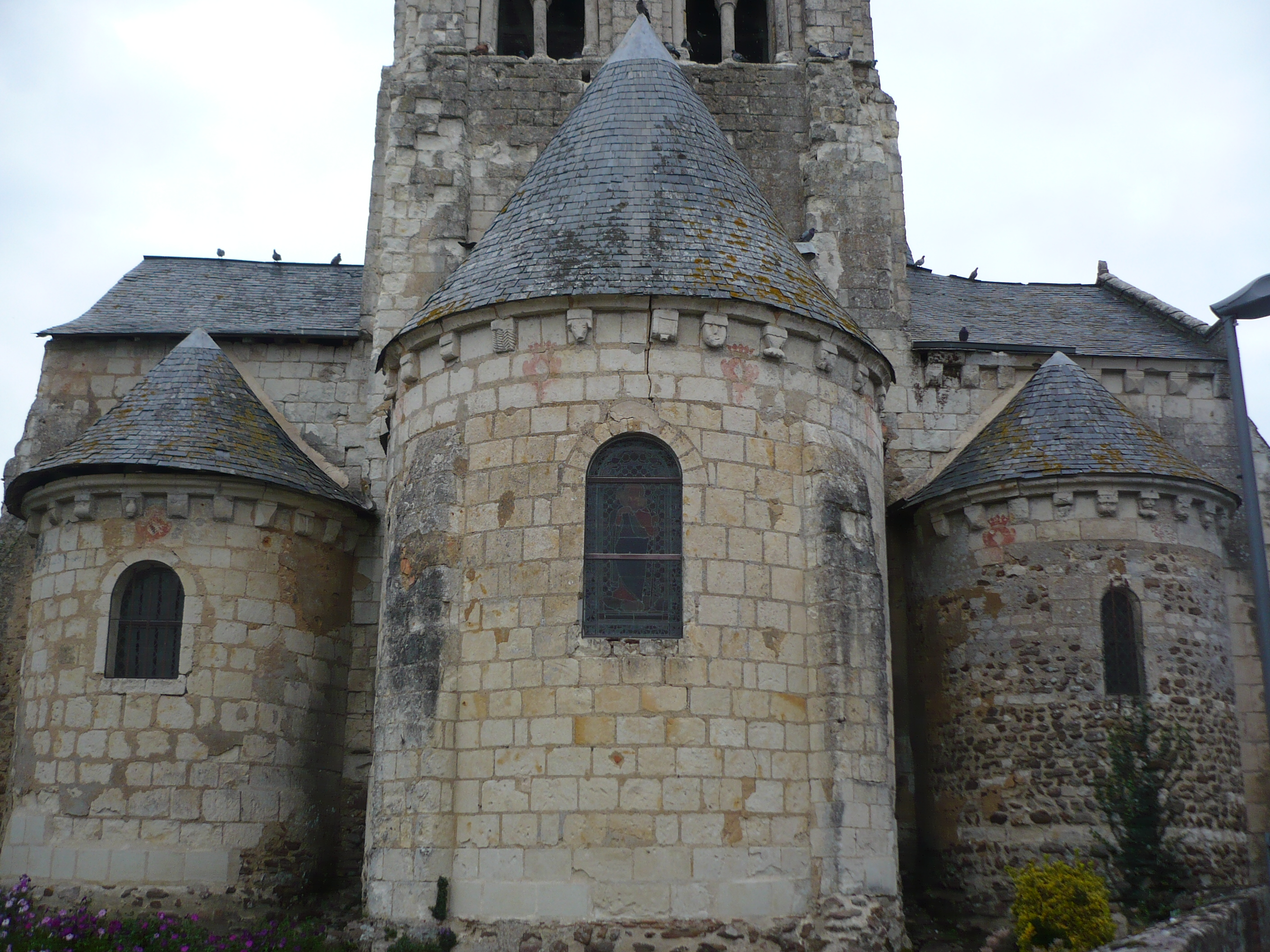
Chevet.
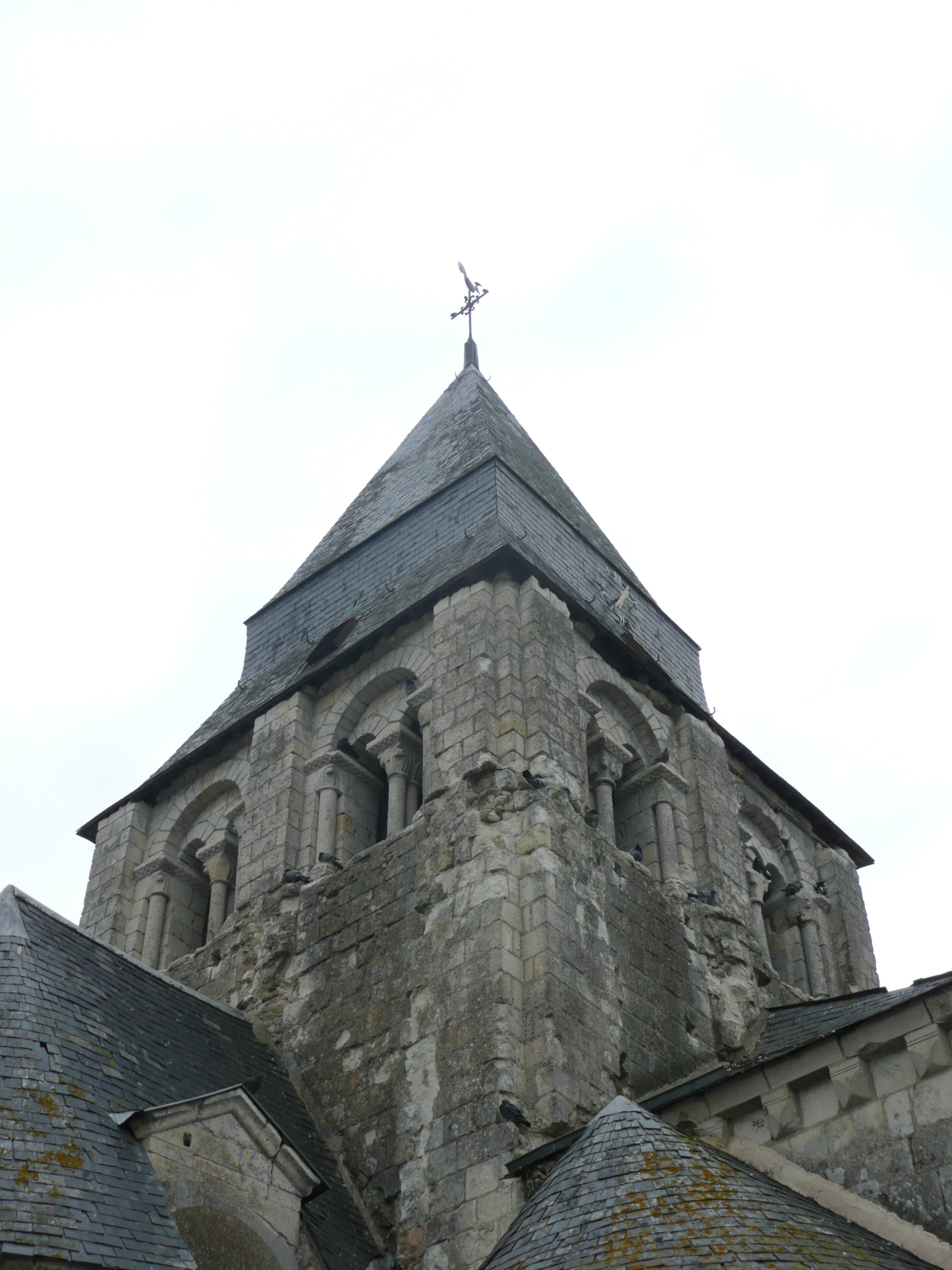
Clocher.
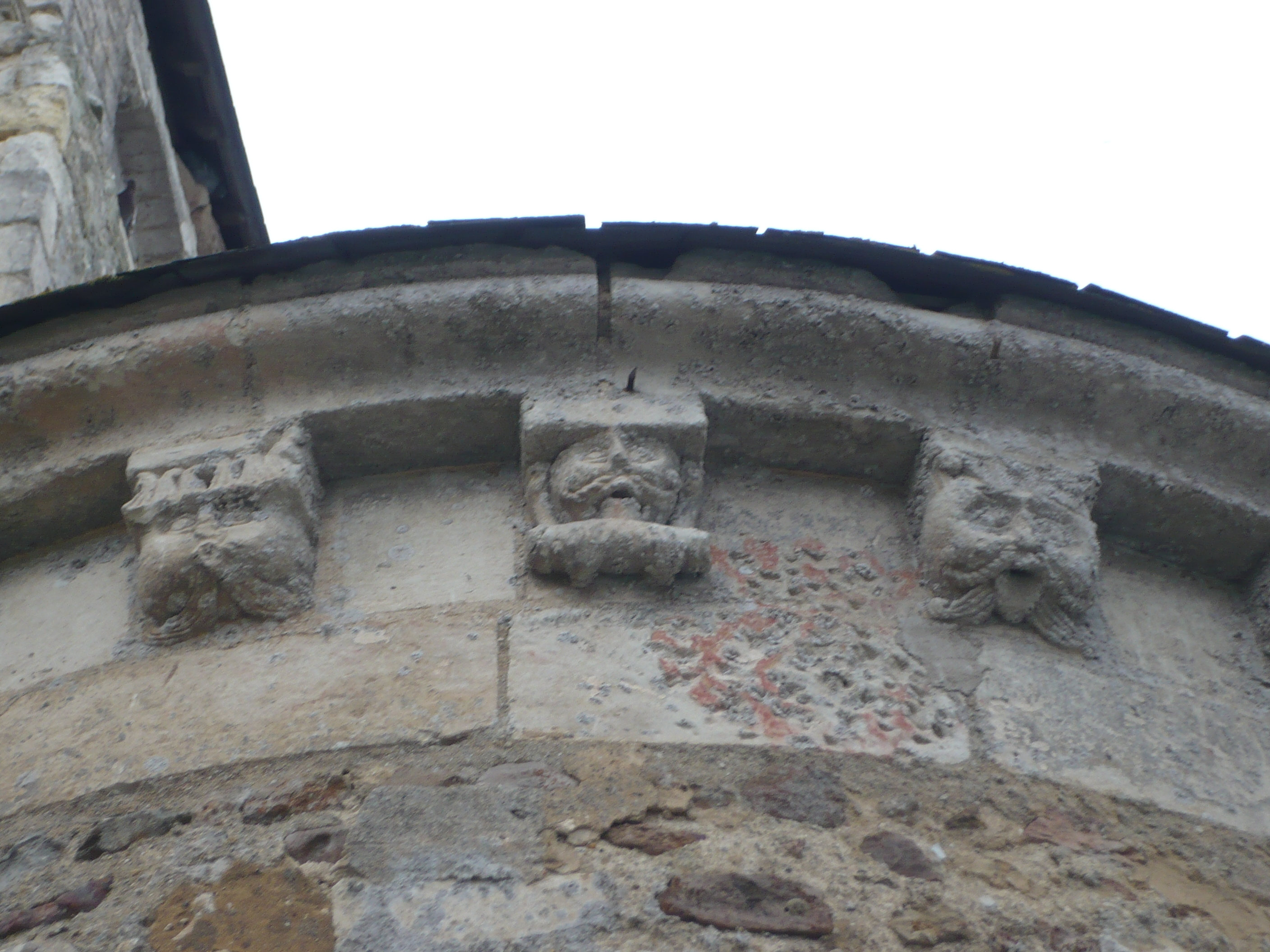
Chevet.
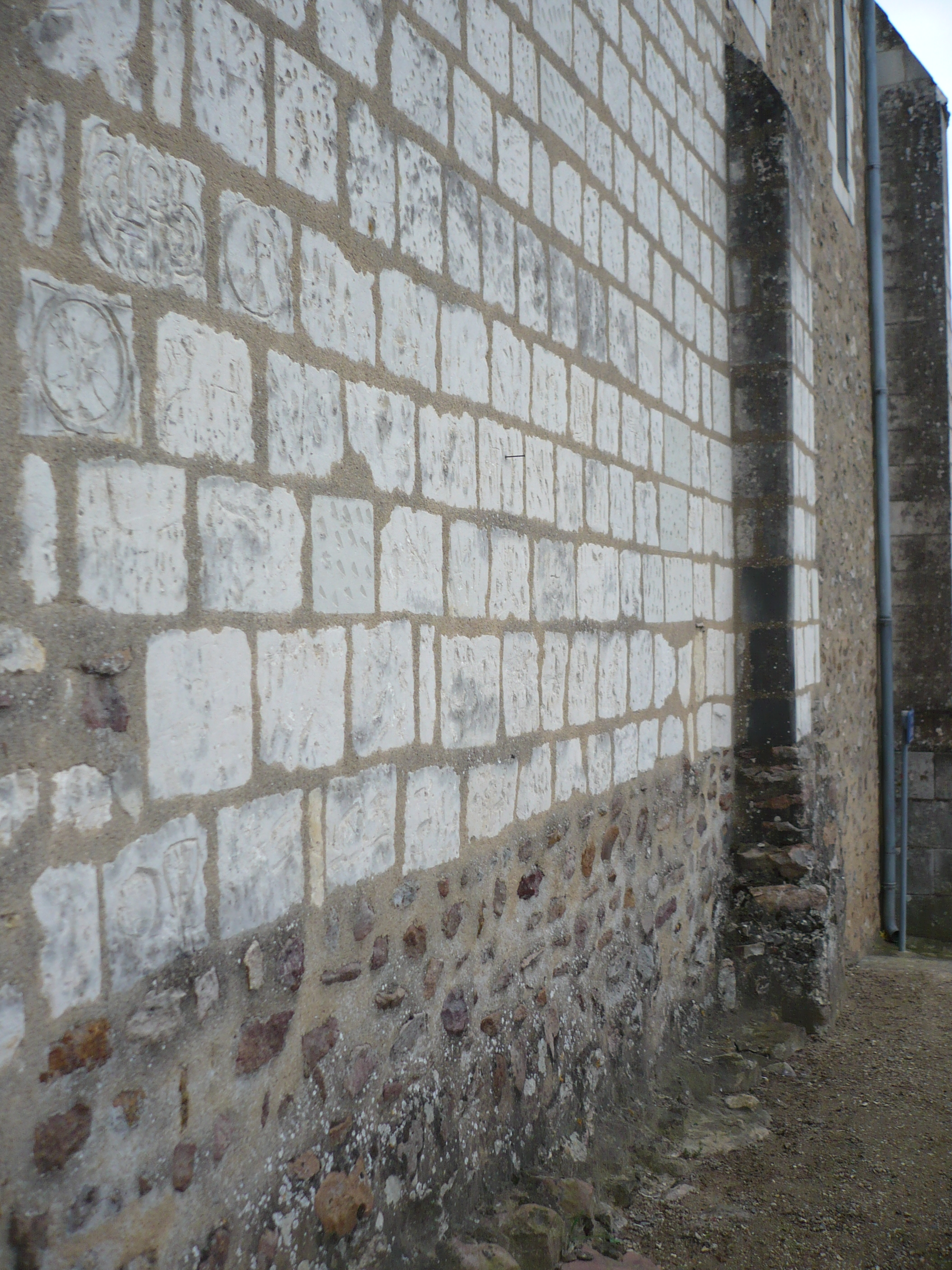
Parement.
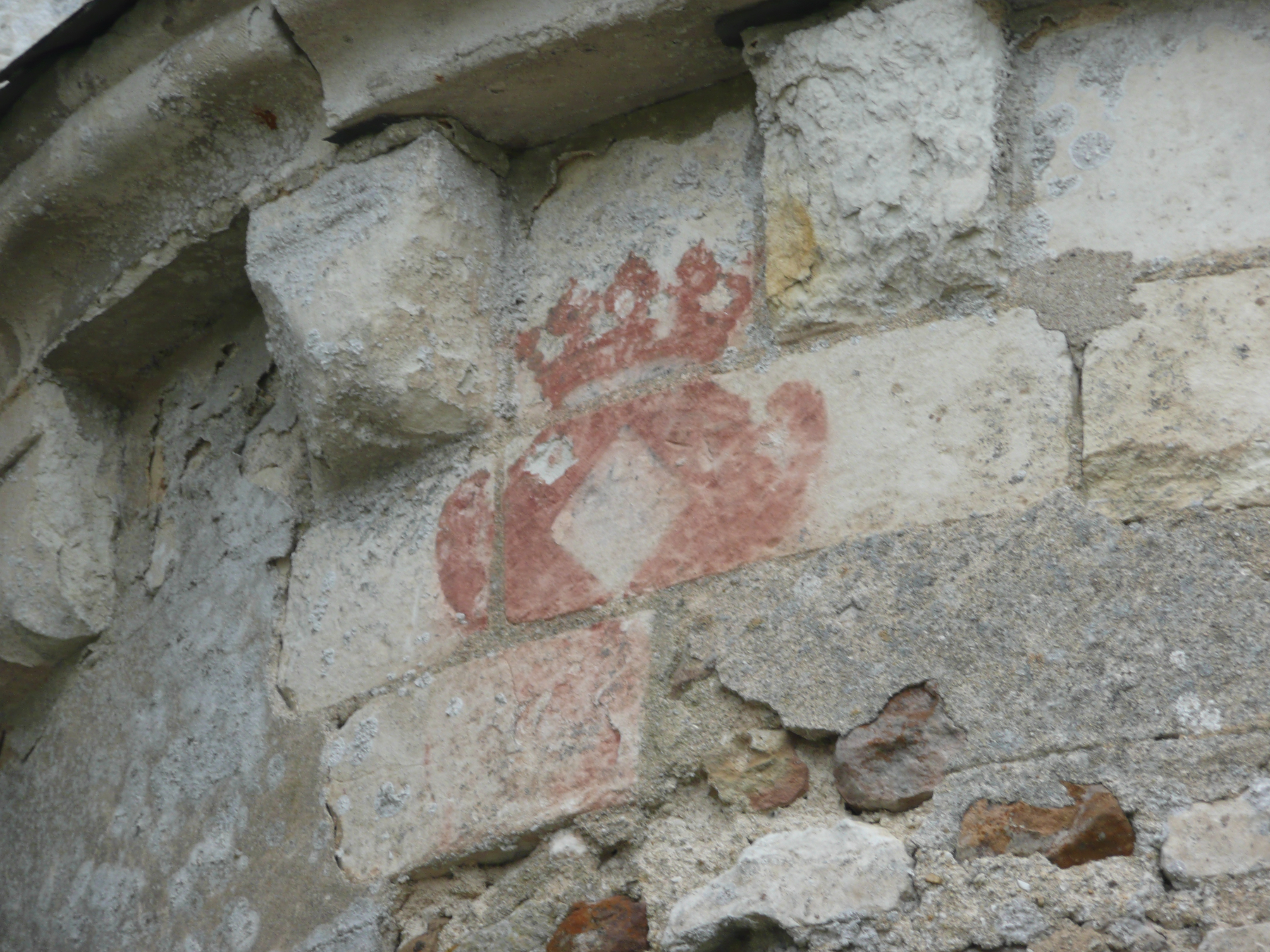
Décor extérieur.
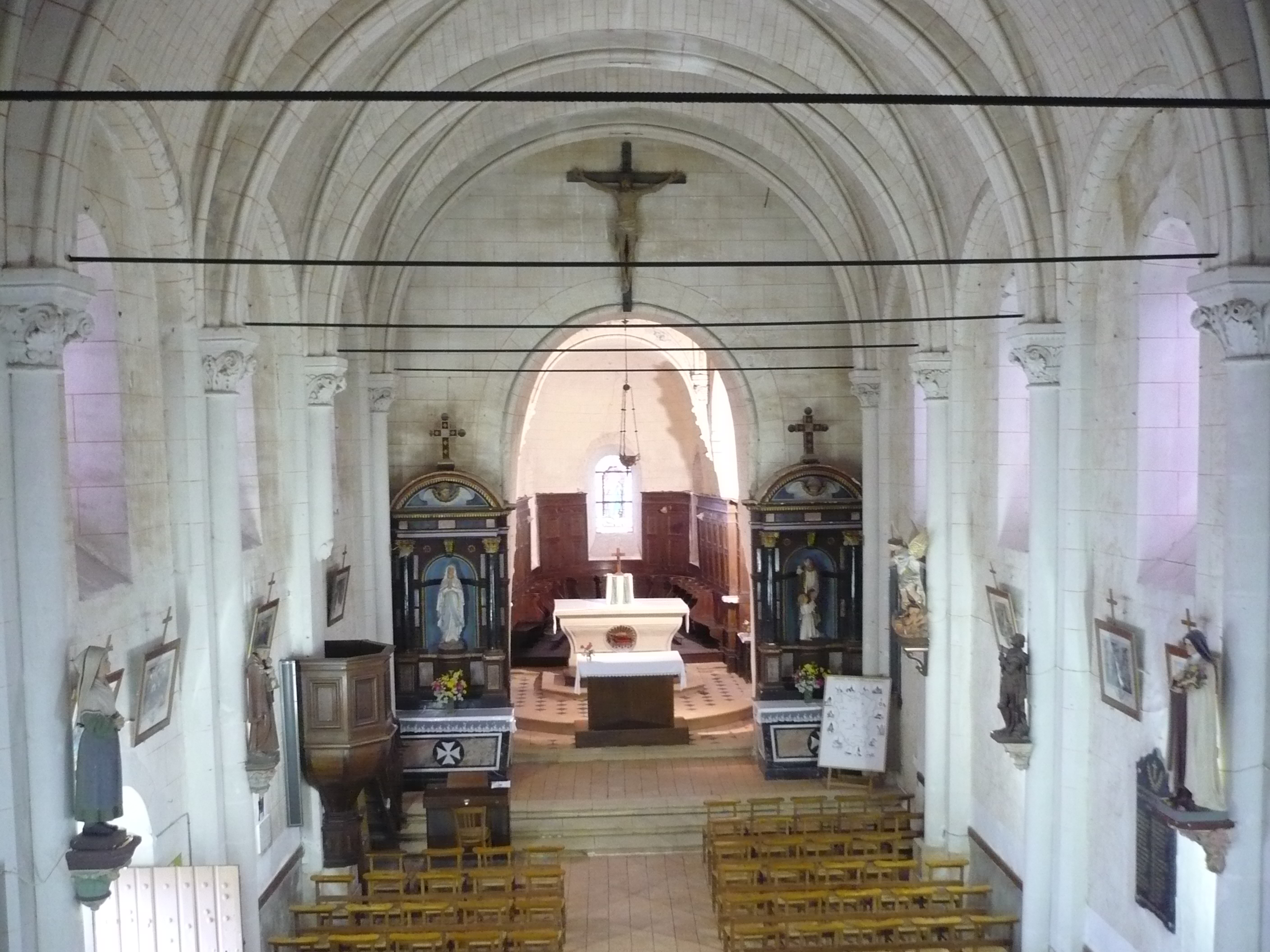
Intérieur.
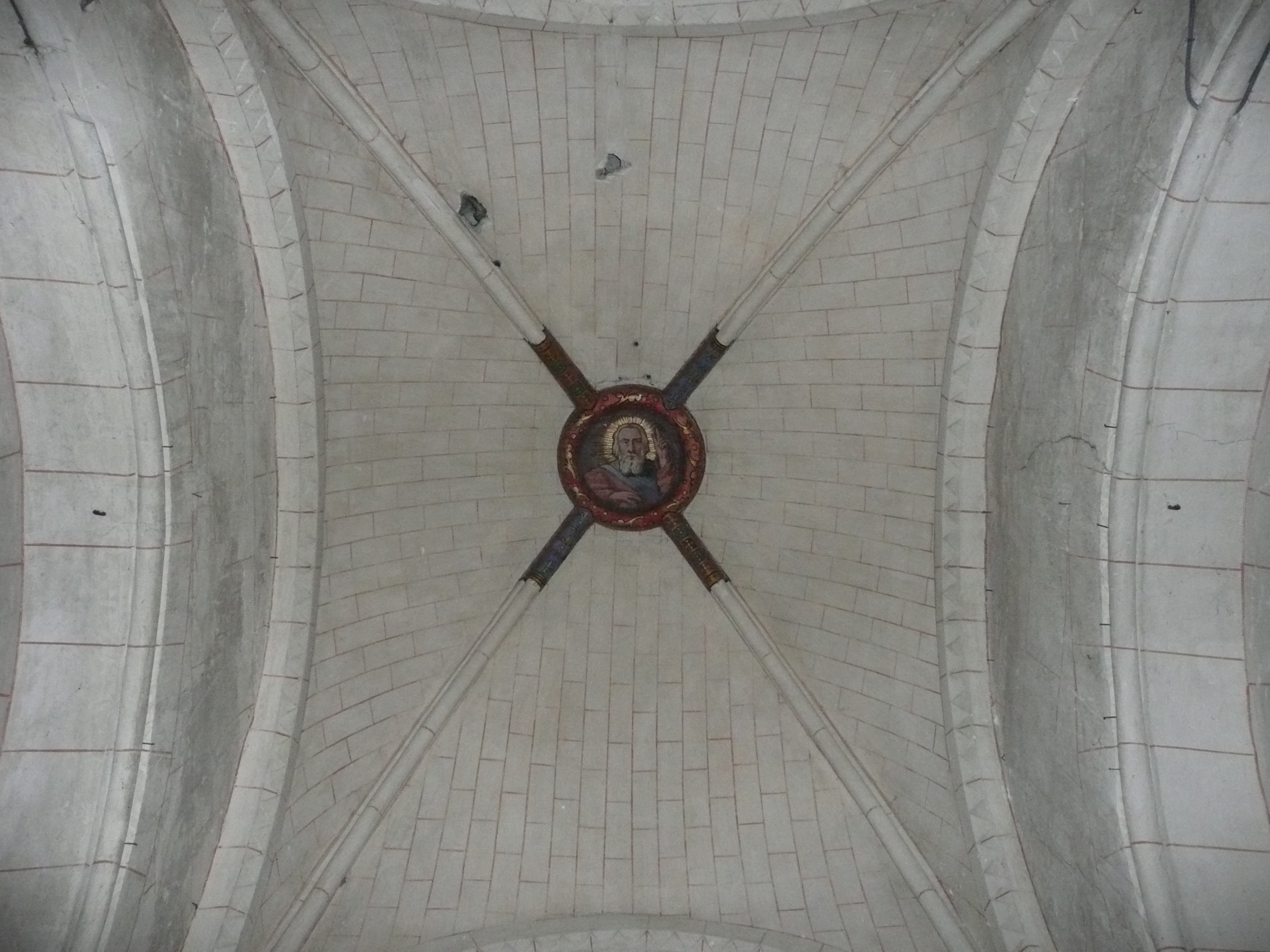
Clé de voûte.
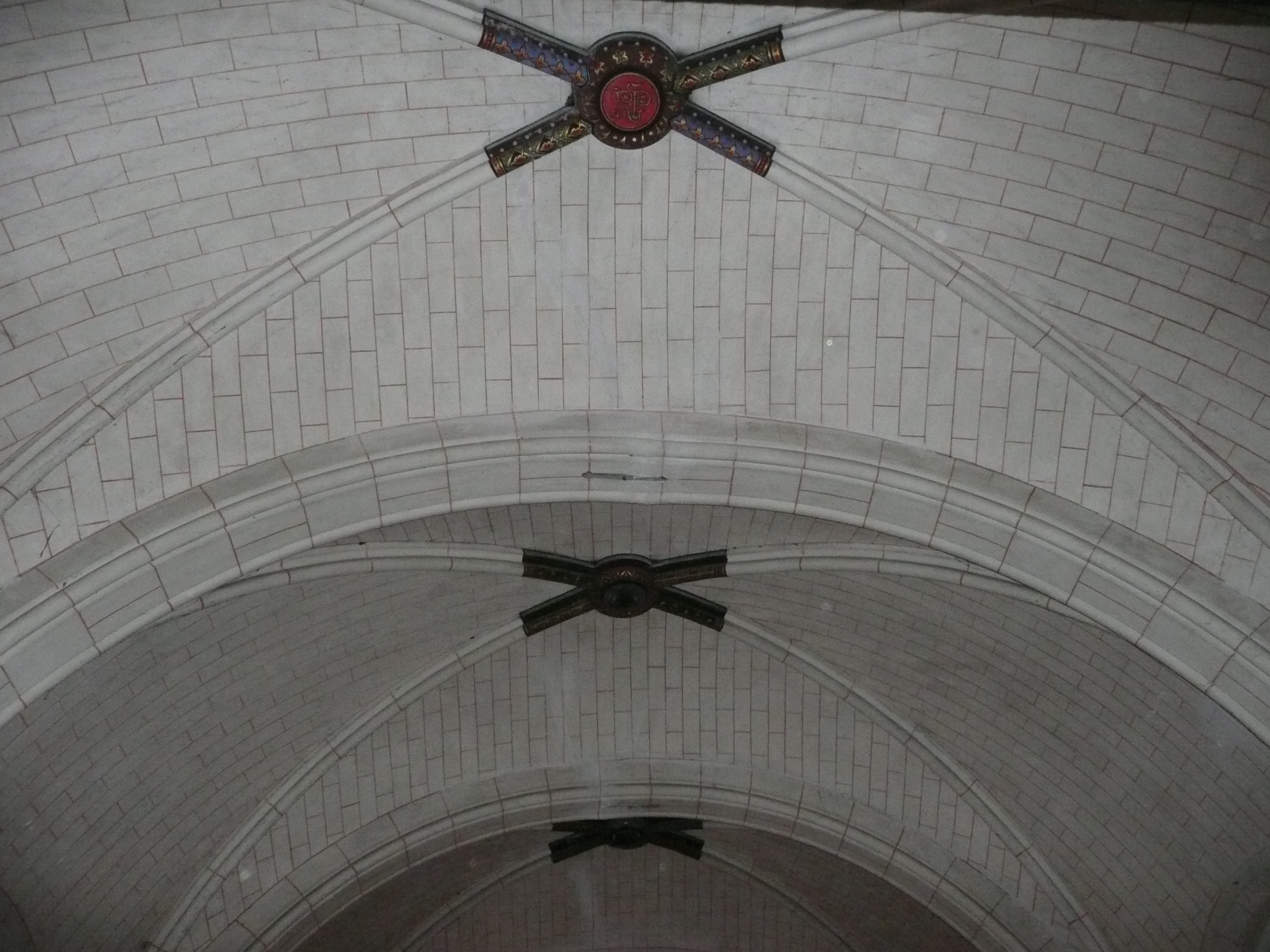
Voûtes.

## Historique
L'édifice est classé au titre des monuments historiques en 1969.